# Erwin Huber

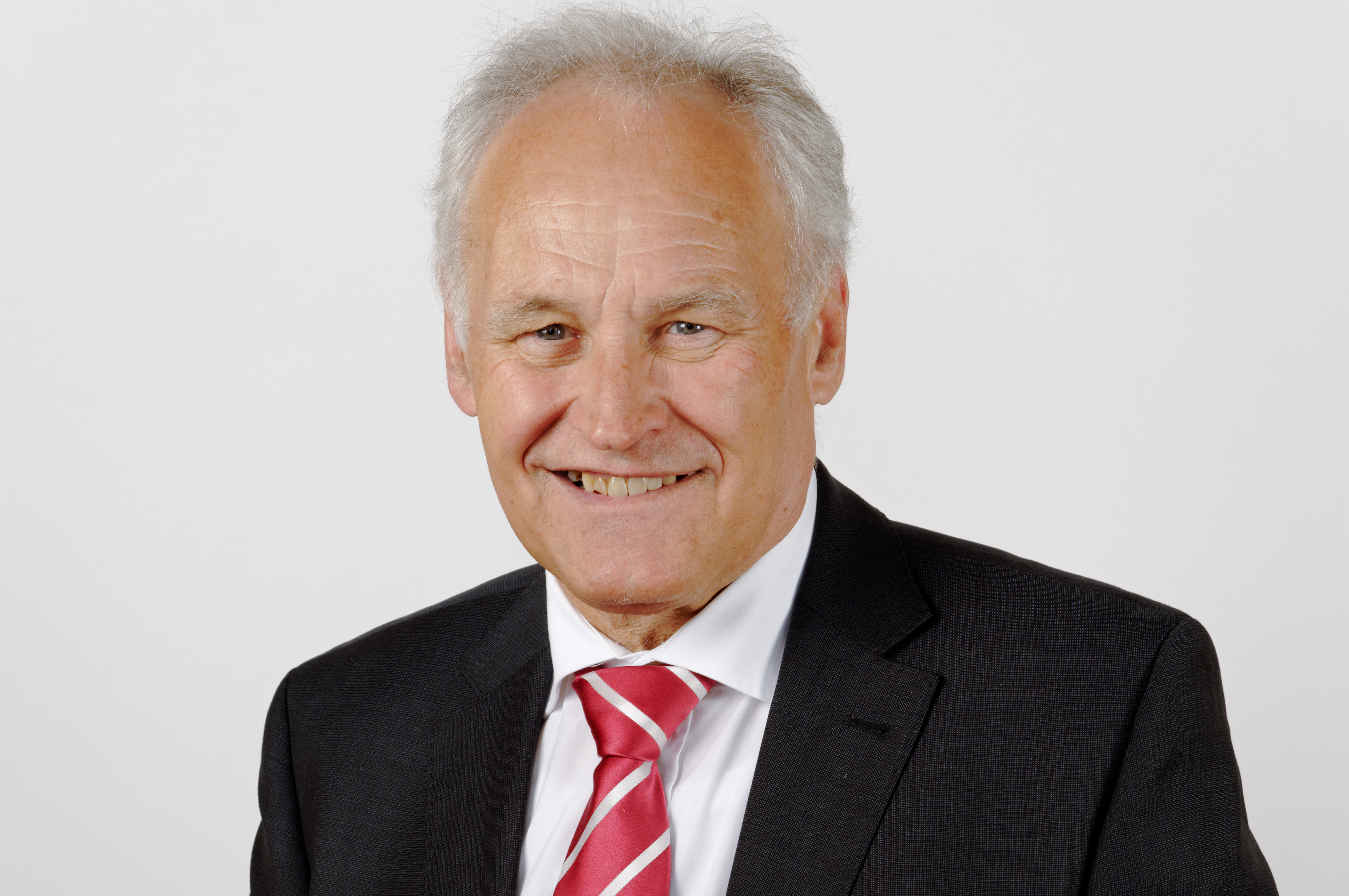
Erwin Huber en 2012.

Erwin Huber (Reisbach, Alemania, 26 de julio de 1946) es un político conservador alemán. Fue líder de la Unión Social Cristiana de Baviera entre 2007 y 2009.

## Inicios
Erwin Huber nació en Reisbach en el distrito de Dingolfing-Landau, Baviera. Realizó sus estudios primarios en la escuela de Reisbach y los secundarios en Dingolfing. Su primer trabajo fue en la administración bávara de finanzas en 1963. Después de varios trabajos relacionados con las finanzas trabajó para el Ministerio de Finanzas de Baviera en 1970. Durante este período estudió economía en la Universidad de Múnich.

## Carrera política
Huber fue elegido para el Landtag de Baviera en 1978 y entre 1988 y 1994 fue secretario general de la Unión Social Cristiana de Baviera. Entró en el gobierno del estado de Baviera en 1994 y sirvió en el puesto de Director de la Cancillería de Baviera (1993–1994 y 1998–2005), Ministro de Finanzas de Baviera (1994–1998) y Ministro de Asuntos Federales y Reforma Administrativa de Baviera (2003–2005). En 2005 fue elegido Ministro de Economía de Baviera, puesto que ocupó hasta 2007.

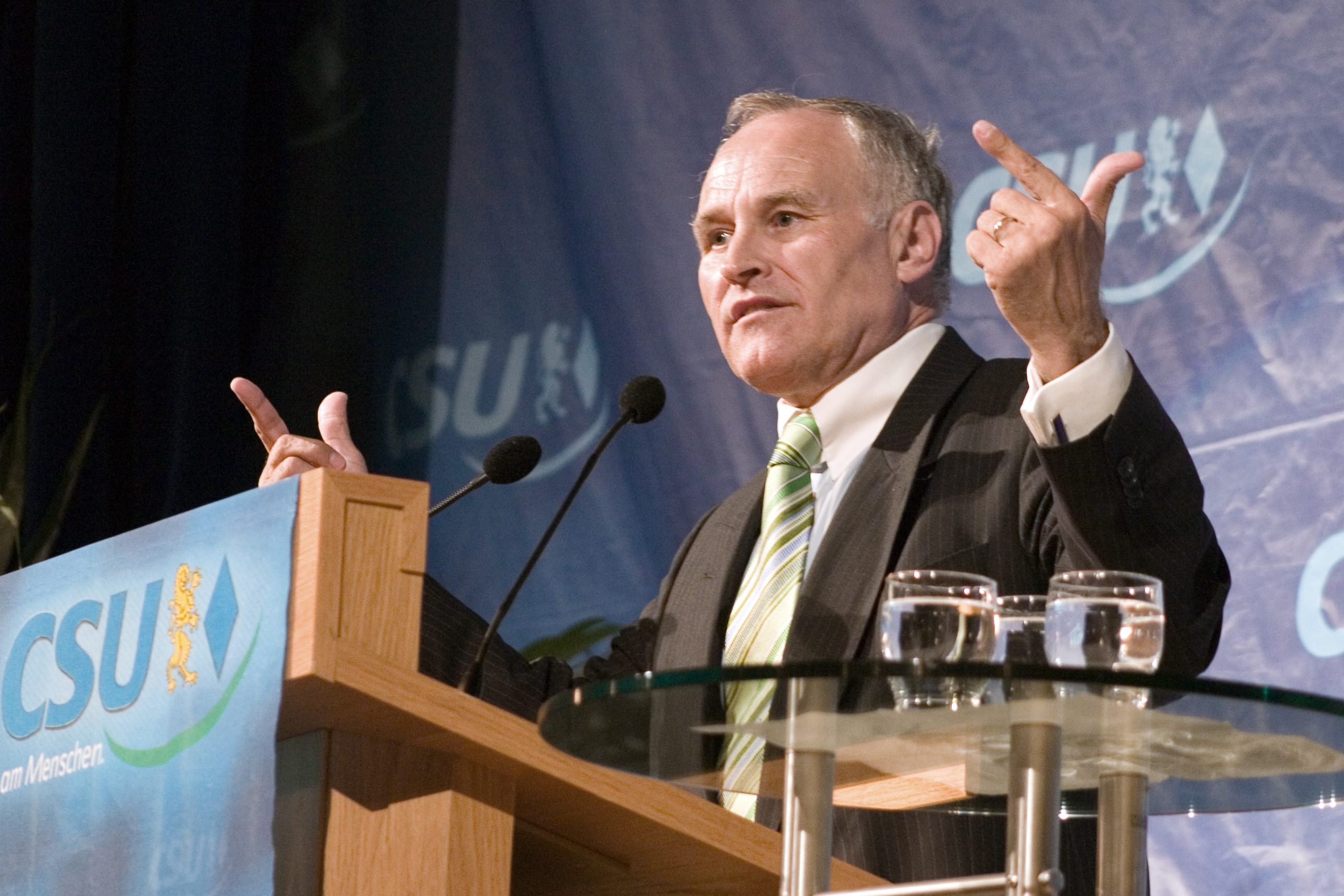
Erwin Huber en mayo de 2007.

En las elecciones de septiembre de 2007 para la dirección de la Unión Social Cristiana de Baviera, Huber, cercano al previo líder, Edmund Stoiber, fue elegido para el puesto con el 58% derrotando al ministro federal de agricultura Horst Seehofer, que recibió el 39% de los votos.
Dos días después de las elecciones de Baviera de 2008, en las que su partido sólo alcanzó el 43,4% de los votos (anteriormente gozaron del 60,7% de los votos en las elecciones de 2003), Huber anunció su renuncia al puesto. Fue sucedido por Horst Seehofer como líder del partido.

## Vida privada
Erwin Huber es católico, está casado y tiene dos hijos.